# Payera coriacea
Payera coriacea är en måreväxtart som först beskrevs av Jean-Henri Humbert, och fick sitt nu gällande namn av P. Buchner och Christian Puff. Payera coriacea ingår i släktet Payera och familjen måreväxter.
Artens utbredningsområde är Madagaskar. Inga underarter finns listade i Catalogue of Life.